# Herbert Adams
Herbert Adams, född 16 april 1874 i London, död 24 februari 1958 i London, var en brittisk författare av kriminalromaner av typen pusseldeckare. Han hade två serier med olika hjältar, advokaten Jimmie Haswell och detektiven Roger Bannion.

## Böcker översatta till svenska
- Hemligheten med Bogey House, 1927 (The secret of Bogey House)
- Skriet i natten, 1930
- Gyllene apan, 1933 (The golden ape)
- Den ödesdigra fällan, 1933 (The crime in the Dutch garden)
- Den svartklädda damen, 1935 (The woman in black)